# Teratophyllum gracile
Teratophyllum gracile là một loài thực vật có mạch trong họ Lomariopsidaceae. Loài này được (Blume) Holttum miêu tả khoa học đầu tiên năm 1932.